# 1872 în literatură
Anul 1872 în literatură a implicat o serie de evenimente și cărți noi semnificative.  

## Cărți noi
- Machado de Assis – Ressurreição
- Mary Elizabeth Braddon – To the Bitter End
- Rhoda Broughton
  - Good-bye, Sweetheart!
  - Poor Pretty Bobby
- Samuel Butler – Erewhon
- Edward Bulwer-Lytton – The Parisians
- Wilkie Collins – Poor Miss Finch
- Annie Hall Cudlip – A Passion in Tatters
- Alphonse Daudet – Tartarin din Tarascon (Tartarin de Tarascon)
- Fyodor Dostoevsky – Demoni (Бесы, Bésy)
- Alexandre Dumas, père – Création et rédemption
- George Eliot – Middlemarch
- Mihai Eminescu – Sărmanul Dionis
- Thomas Hardy (by the author of Desperate Remedies) – Under the Greenwood Tree
- Mór Jókai
  - Eppur si muove (Eppur si muove – És mégis mozog a föld)
  - Omul de aur (Az arany ember)
- Sheridan Le Fanu
  - In a Glass Darkly
  - Willing to Die
- Ioan Slavici -  „Zâna Zorilor”, „Florița din codru”
- Nikolai Leskov –  Соборяне, Sobory′ane
- Eliza Lynn Linton – The True History of Joshua Davidson, Christian and Communist
- Margaret Oliphant – At His Gates
- Bayard Taylor – Beauty and The Beast, and Tales of Home
- Anthony Trollope – The Golden Lion of Granpere
- Jules Verne
  - Aventurile a trei ruși și trei englezi în Africa Australă
  - Ținutul blănurilor (Le Pays des fourrures)
- Émile Zola – La Curée